# Richard Zajac (fotbalista)
Richard Zajac (* 16. srpna 1976 Žilina) je slovenský fotbalový brankář, od roku 2010 působí v polském klubu Podbeskidzie Bielsko-Biała. Dlouhou dobu hrál ve slovenském klubu FK Dukla Banská Bystrica.
Byl ohodnocen jako třetí nejlepší brankář Ekstraklasy 2013/14.

## Klubová kariéra
V minulosti působil ve slovenských klubech Dukla Banská Bystrica, FK Dubová a MFK Dubnica. S Banskou Bystricou vyhrál v sezóně 2004/05 Slovenský fotbalový pohár po výhře 2:1 nad Artmedií Petržalka.
15. ledna 2010 se s Dubnicou dohodl na ukončení smlouvy a přestoupil do polského klubu Podbeskidzie Bielsko-Biała, který hrál v té době druhou polskou ligu. V sezóně 2010/11 se klubu se Zajacem v sestavě podařil postup do Ekstraklasy. V létě 2011 se s klubem dohodl na prodloužení smlouvy do června 2013. V červnu 2013 se dohodl na dalším, tentokrát půlročním prodloužení smlouvy. 25. července ve druhém kole Ekstraklasy 2014/15 proti Lechii Gdańsk vyrobil kuriózní kiks, po malé domů (přihrávka hráče v poli vlastnímu brankáři) chtěl odkopnout míč, ale pouze trefil do hlavy dotírajícího útočníka, od něhož se míč odrazil do brány. Podbeskidzie prohrálo i kvůli této brance 0:1.